# Dvorní kostel
Hofkirche (česky: Dvorní kostel) je gotický kostel nacházející se ve čtvrti Altstadt (česky: Staré Město) v Innsbrucku v Rakousku. Kostel byl postaven v roce 1553 císařem Ferdinandem I. (1503–1564) jako památník jeho dědečkovi, císaři Maxmiliánovi I. (1459–1519), jehož kenotaf uvnitř ukrývá pozoruhodnou sbírku soch německé renesance. V kostele je také hrob tyrolského národního hrdiny Andrease Hofera.
Ačkoliv Maxmilián ve své závěti uvedl, že chce být pohřben v zámecké kapli ve Wiener Neustadtu (česky: Vídeňské Nové město), bylo nepraktické postavit tam velkolepý památník podle plánů, které osobně připravil. Ferdinand I. jako vykonavatel závěti plánoval postavit nový kostel a klášter v Innsbrucku, aby byl památník důstojný. Nakonec však Maxmiliánův jednoduchý hrob zůstal ve Wiener Neustadtu a Hofkirche slouží jako kenotaf.

## Kostel
Hofkirche se nachází na Universitätsstraße 2, vedle Hofburgu ve Starém Městě Innsbrucku. Kostel navrhl architekt Andrea Crivelli z Trenta v tradičním německém stylu halového kostela. Skládá se ze tří lodí s třístranným závěrem, kulatými a lomenými okny a strmou střechou s valbami. Jeho vrstvené opěrné pilíře odrážejí kompromis mezi soudobým renesančním designem a německým pozdně gotickým stylem. Kameníci Hieronymus de Longhi a Anton de Bol vytvořili jemný renesanční portál.

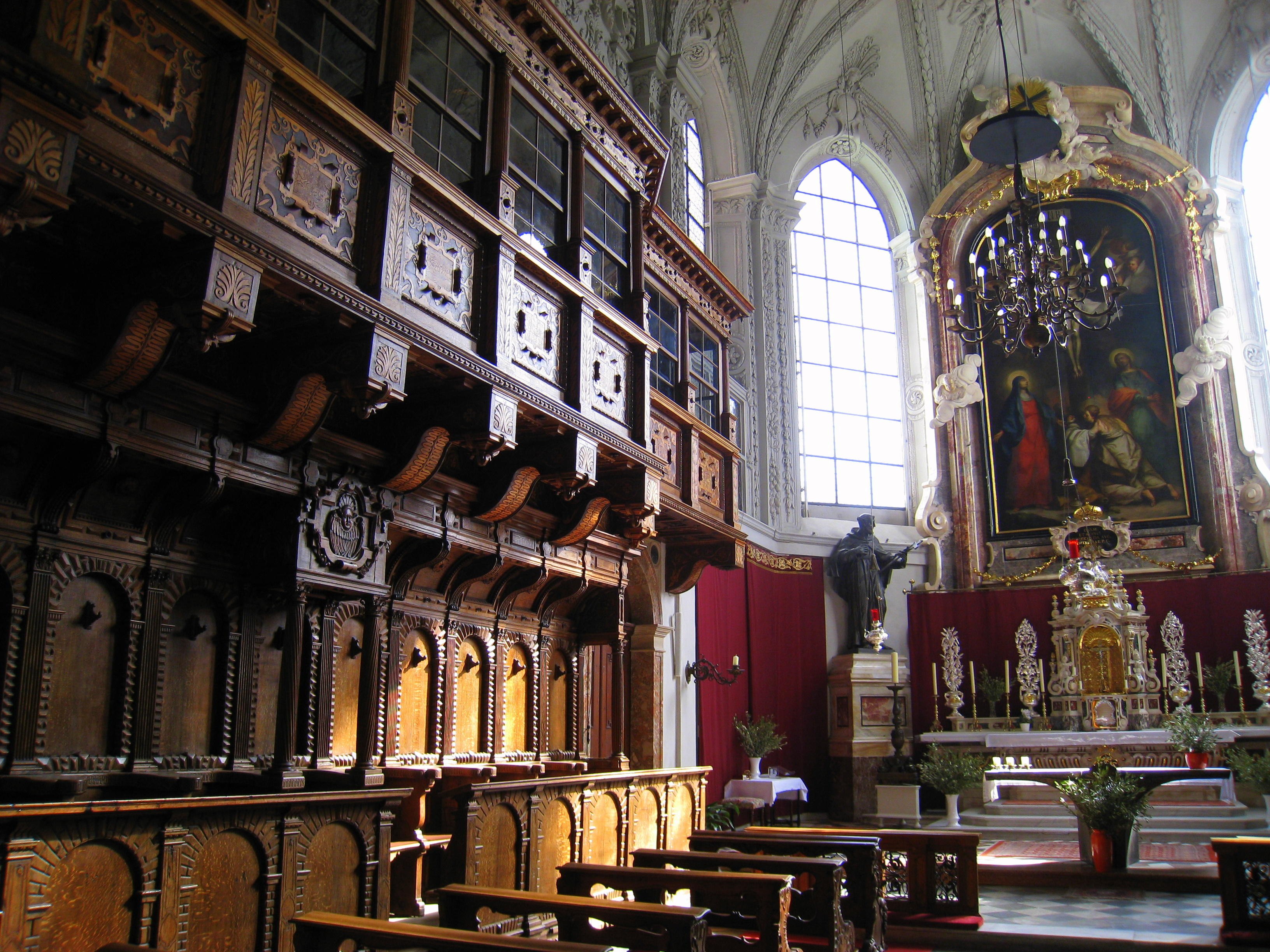
Chórové lavice a oltář

Interiér kostela obsahuje galerie, vysoké štíhlé sloupky z červeného mramoru s bílými stylizovanými korintskými hlavicemi a řečniště. Originální žebra galerie vyrobená z pískovce z Mittenwaldu byla zachována, ale poškozené hlavní klenutí bylo po zemětřesení v 17. století přestavěno v barokním stylu.
Hlavní oltář byl navržen v roce 1755 dvorním architektem Nicolò Pacassim z Vídně a zdoben krucifixem vídeňského akademického malíře Johanna Carla Auerbacha a bronzovými sochami svatého Františka z Assisi a svaté Terezie z Ávily od dvorního sochaře Balthasara Molla (1768). Renesanční varhany (1560) vytvořil Jörg Ebert z Ravensburgu a místní je popisují jako jedny z pěti nejslavnějších varhan na světě. Panely varhan namaloval Domenico Pozzo z Milána.
Boční kaple, nazývaná Stříbrná kaple (německy: Silberne Kapell), byla vysvěcena v roce 1578. Je zde stříbrný oltář Panny Marie, který byl postaven ze tří sloních klů a tří set kilogramů ebenového dřeva, a hroby arcivévody Ferdinanda II. a jeho manželky Filipíny Welserové – oba od Alexandra Colyna.

## Kenotaf

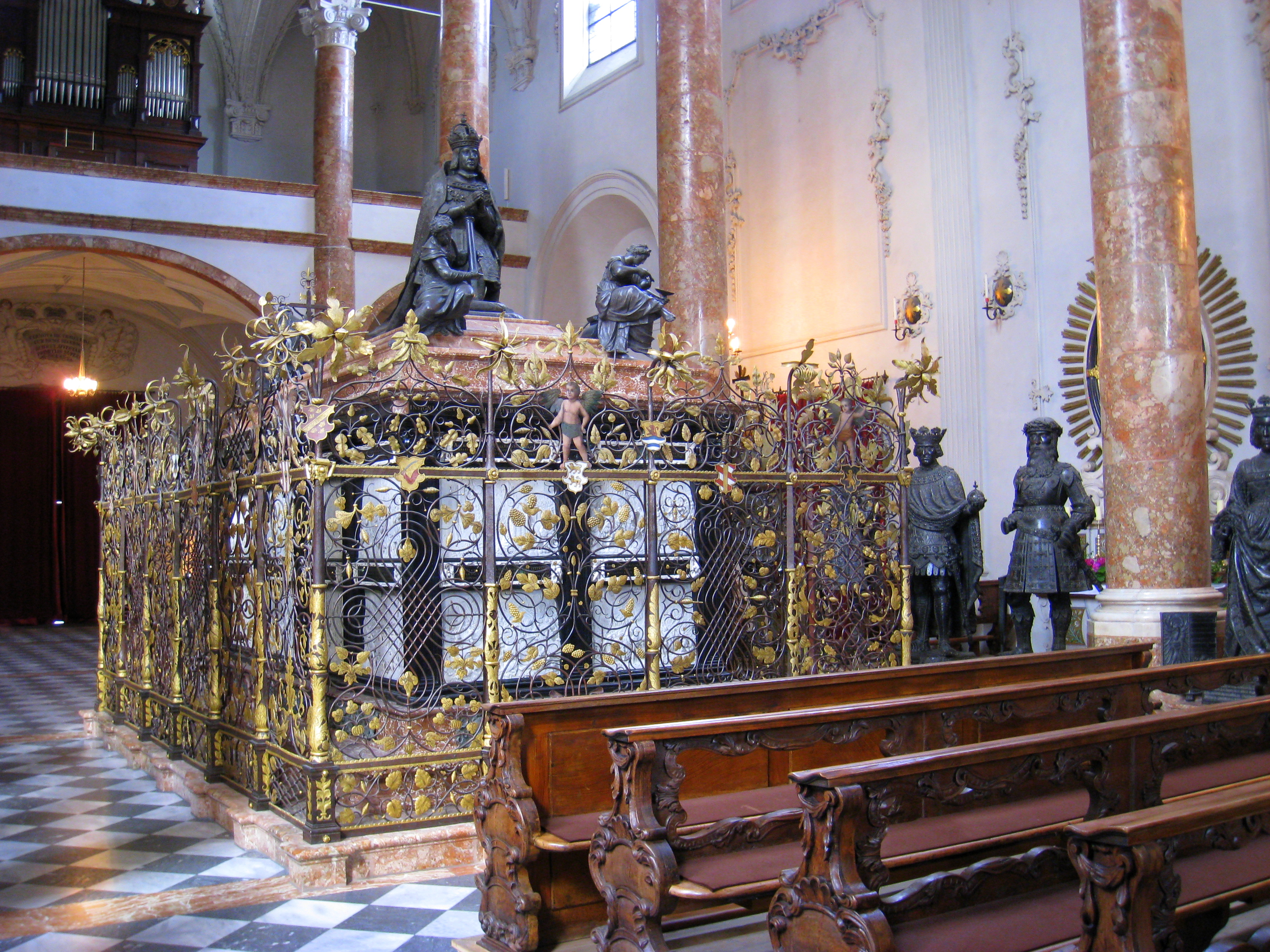
Maxmiliánův kenotaf

Velkolepý černý mramorový kenotaf císaře Maxmiliána stojí uprostřed hlavní lodi. Florian Abel z pražského císařského dvora dodal plnohodnotný návrh vysokého hrobu ve stylu dvorského manýrismu. Jeho stavba trvala více než 80 let. Sarkofág byl dokončen v roce 1572 a konečné ozdoby – klečící císař, čtyři ctnosti a železná mříž – byly přidány v roce 1584.
Stavbu vlastního hrobu řídil trentský kameník Hieronymus Longi. Základ hrobu je z hagauského mramoru, což je jurský vápenec nacházející se v severním Tyrolsku a používaný jako stavební kámen po celé západní části Rakouska. Bronzový reliéfní fríz obsahuje trofeje v podobě váz, zbroje, zbraní, štítů, hudebních nástrojů atd., a nad ním jsou dvě řady bílých mramorových reliéfů. Těchto 24 reliéfů vytvořil umělec Alexander Colin na základě dřevorytů z Triumfální brány (německy: Ehrenpforte) Albrechta Dürera, každý se čtyřmi kamennými basreliéfy na koncích hrobky a osmi na jejích delších stranách. Události z Maxmiliánova života vyobrazují takto:
1. Sňatek Maxmiliána s Marií Burgundskou, 1477
2. Vítězství nad Francouzi v první bitvě u Guinegate, 1478
3. Znovudobytí pevnosti Arras, 1492
4. Maxmiliánova korunovace římským králem v Cáchách, 1486
5. Vítězství arcivévody Zikmunda Tyrolského nad Benátčany v Callianu, 1487
6. Maxmiliánovo osvobození Vídně z uherské nadvlády, 1490
7. Dobytí Stuhlweissenburgu, 1490
8. Vrácení Maxmiliánovy dcery Markéty francouzským králem, 1493
9. Ústup Turků z Chorvatska, 1493
10. Aliance Svaté ligy proti Francii, 1494
11. Maxmiliánova svatba s Biancou Marií Sforzou, 1494
12. Sňatek Filipa Sličného s Janou I. Kastilskou, 1496
13. Vítězství Maxmiliána nad Čechy u Řezna, 1504
14. Dobytí pevnosti Kufstein, 1504
15. Podrobení vévody z Guelders, 1505
16. Aliance Cambrai proti Benátkám, 1508
17. Vítězství nad Benátkami, 1509
18. Návrat vévody Maxmiliána Sforzy do Milána, 1512
19. Vítězství nad Francouzi ve druhé bitvě u Guinegate, 1513
20. Maxmilián a král Jindřich VIII. Anglický se setkávají v Thérouanne v roce 1513
21. Porážka Benátčanů u Vicenzy, 1513
22. Dobytí benátské pevnosti Murano, 1514
23. Zasnoubení Maxmiliánova vnuka Ferdinanda s Annou Českou a Uherskou, 1515
24. Obrana Verony, 1516

Hrob je obklopen jemnou železnou mříží od Jörga Schmidhammera z pražského dvora, navrženou innsbruckým malířem Paulem Trablem a zakončenou sochami čtyř ctností a klečícího císaře podle modelů Alexandra Colyna.

## Sochy

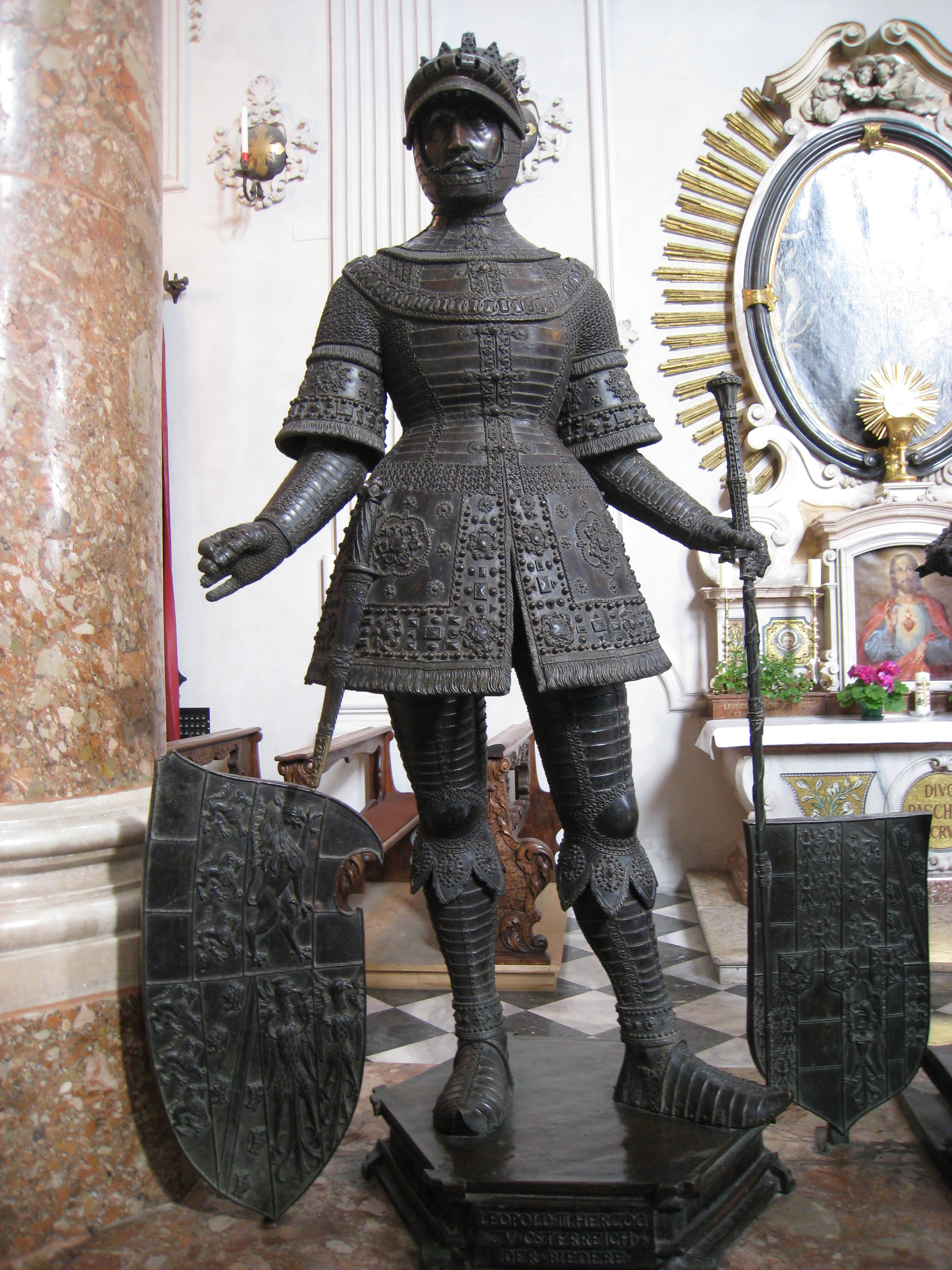
Socha vévody Leopolda III.

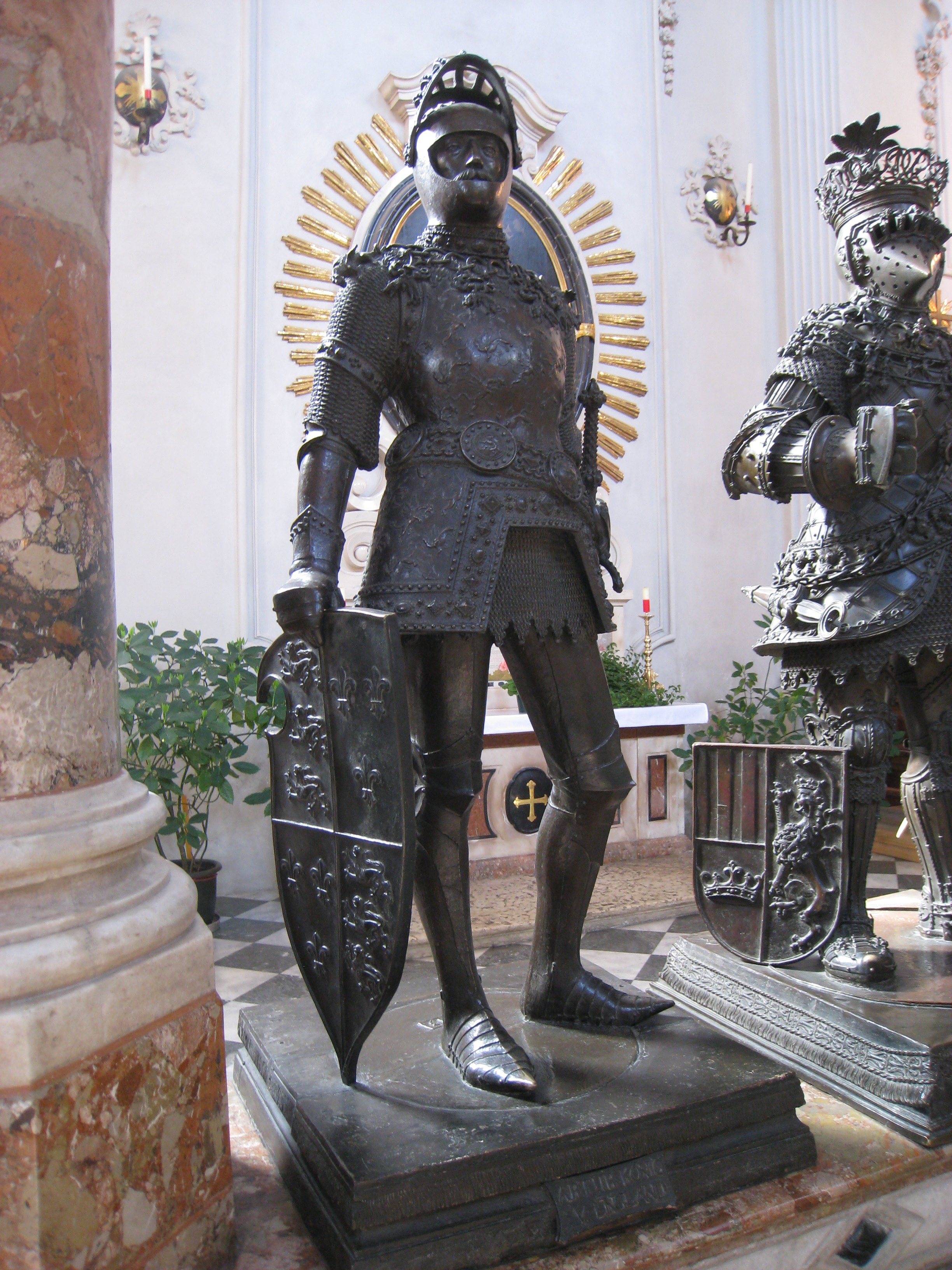
Socha krále Artuše

Kenotaf je obklopen 28 velkými bronzovými sochami (200–250 cm) předků, příbuzných a hrdinů. Jejich výroba probíhala v letech 1502–1555 a zaměstnala řadu umělců, včetně Christiana Ambergera, Albrechta Dürera, Jörga Kölderera, Jörga Polhamera staršího, Gilga Sesselschreibera, Ulricha Tiefenbrunna, a sochařů jako Peter Vischer starší, Hans Leinberger, G. Löffler, Leonhart Magt a Veit Stoß. Tři ze soch byly vytvořeny podle návrhů Dürera. Podle Davida Gasse, ředitele Jupistarchivu, bylo zařazení soch krále Artuše a Godefroie z Bouillonu dáno tím, že sestra Ludvíka II., Anna, královna česká, se provdala za Ferdinanda, vnuka Maxmiliána, a přinesla s sebou anglické dědictví. Oba muži údajně patřili mezi její předky. Následující seznam obsahuje sochy (ve směru hodinových ručiček zleva od oltáře) s uvedením návrháře, sochaře, zpracovatele a roku vytvoření:
1. Jana, královna kastilská († 1555), Sesselschrieber a Kölderer, Magt, Godl, 1528
2. Ferdinand II., král aragonský († 1516), Polhaimer, Magt, Godl, 1530–31
3. Filip Dobrý, vévoda burgundský († 1467), Sesselschrieber, Magt, Godl, 1521
4. Karel Smělý, vévoda burgundský († 1477), Sesselschrieber a Kölderer, Magt, Godl, 1525–26
5. Cymburgis, arcivévodkyně rakouská († 1429), Sesselschrieber a jeho dílna, 1516
6. Markéta, vévodkyně savojská († 1530), Tiefenbrunn, Magt, Godl, 1522
7. Bianca Maria Sforza, císařovna Svaté říše římské († 1511), Tiefenbrunn, Magt, Godl, 1525
8. Zikmund, arcivévoda rakouský († 1496), Kölderer, Magt, Godl, 1523–24
9. Artuš, král britský († 6. století), Dürer, Artusmeister, Vischer, 1513
10. Ferdinand I., král portugalský († 1383), Sesselschrieber a jeho dílna, 1509
11. Arnošt, vévoda rakouský († 1424), Sesselschrieber a jeho dílna, 1516
12. Theodorich Veliký, král Ostrogótů († 526), Dürer, Artusmeister, Vischer, 1513
13. Albert II., vévoda rakouský († 1358), Polhaimer, Magt, Godl, 1528/29
14. Rudolf I., král německý († 1291), Sesselschrieber a jeho dílna, 1516/17
15. Filip I., král kastilský († 1506), Sesselschrieber a jeho dílna, 1516
16. Chlodvík I., král Franků († 511), Amberger, Arnberger, Löffler, 1509
17. Albrecht II., král německý († 1439), Sesselschrieber a Polhaimer, Magt, Godl, 1526
18. Fridrich III., císař Svaté říše římské († 1493), Sesselschrieber a Kölderer, Magt, Godl, 1523/24
19. Leopold III., markrabě rakouský († 1136), Kölderer, Magt, Godl, 1520
20. Albrecht IV., hrabě habsburský († 1239), Dürer, Leinberger, Godl, 1517
21. Leopold III., vévoda rakouský († 1386), Kölderer, Magt, Godl, 1519
22. Fridrich IV., vévoda rakouský „s prázdnými kapsami“ († 1439), Tiefenbrunn, Magt, Godl, 1523/24
23. Albrecht I., král německý († 1308), Polhaimer, Magt, Godl, 1527
24. Godefroy z Bouillonu († 1100), Polhaimer, Magt, Godl, 1533
25. Alžběta Lucemburská, královna německá († 1443), Polhaimer, Magt, Godl, 1530
26. Marie, vévodkyně burgundská († 1482), Sesselschrieber, Sesselschrieber, Sesselschrieber, 1513/16
27. Alžběta Korutanská, královna německá († 1313), Sesselschrieber a jeho dílna, 1516
28. Kunhuta, arcivévodkyně rakouská († 1520), Sesselschrieber, Sesselschrieber, Sesselschrieber, 1516/17

Galerie obsahuje 23 malých soch (66–69 cm) patronů habsburského rodu. Ty navrhl dvorní malíř Jörg Köldere kolem let 1514/15 a Leonhard Magt je vyřezal  do dřeva a následně pokryl voskem. V kostele byly dříve i busty římských císařů; 20 z nich je dnes vystaveno na zámku Ambras a jedna v Bavorském národním muzeu v Mnichově.

## Hrob Andrease Hofera
Andreas Hofer, národní hrdina Tyrolska, je rovněž pohřben v tomto kostele. Jeho sochu vytvořil sochař Johann Nepomuk Schaller a reliéf „Přísaha na vlajku“ podle náčrtu Josefa Martina Schärmera vytvořil Josef Klieber.

## Galerie

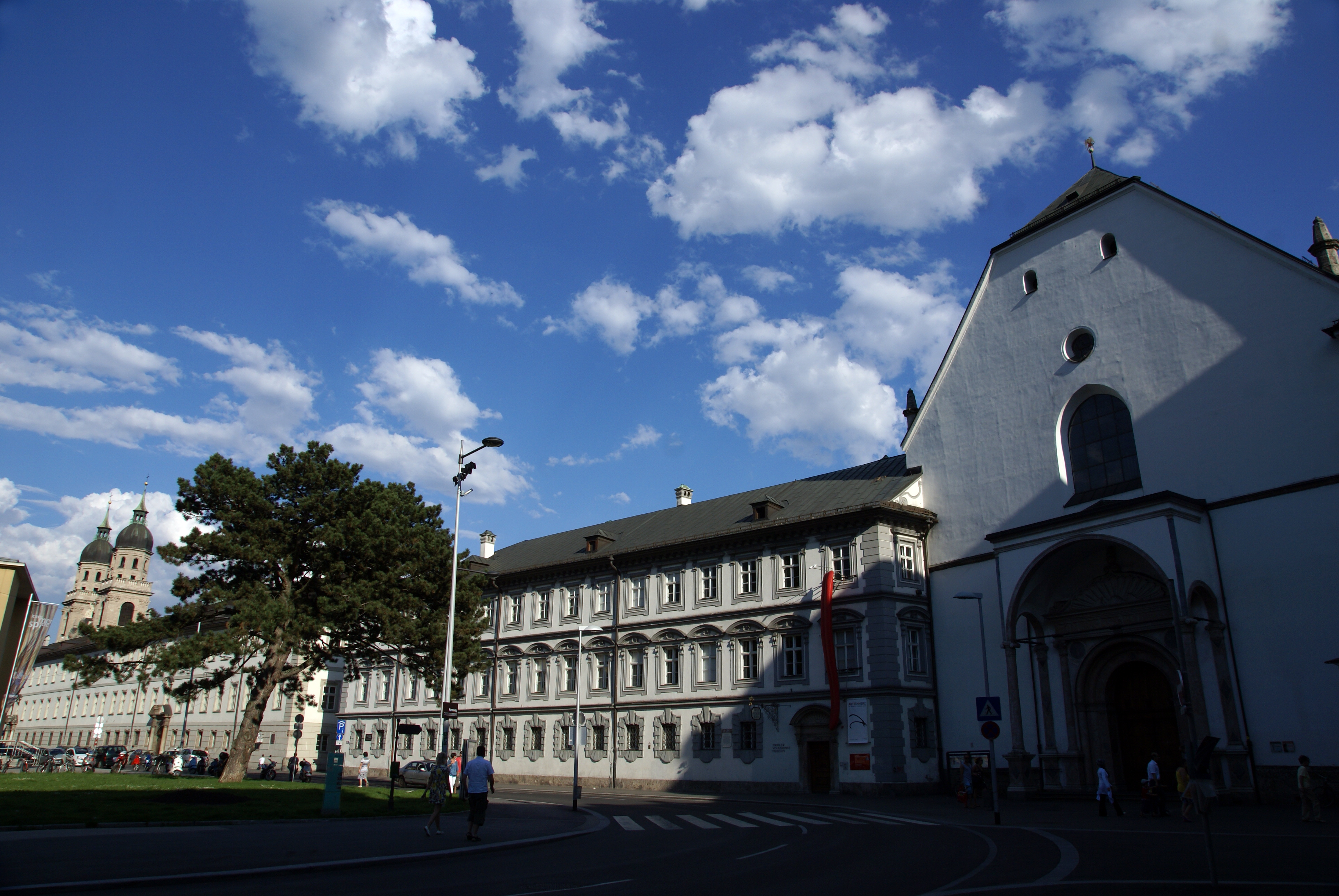
Hofkirche z Rennwegu, pohled na východ směrem k Jezuitskému kostelu
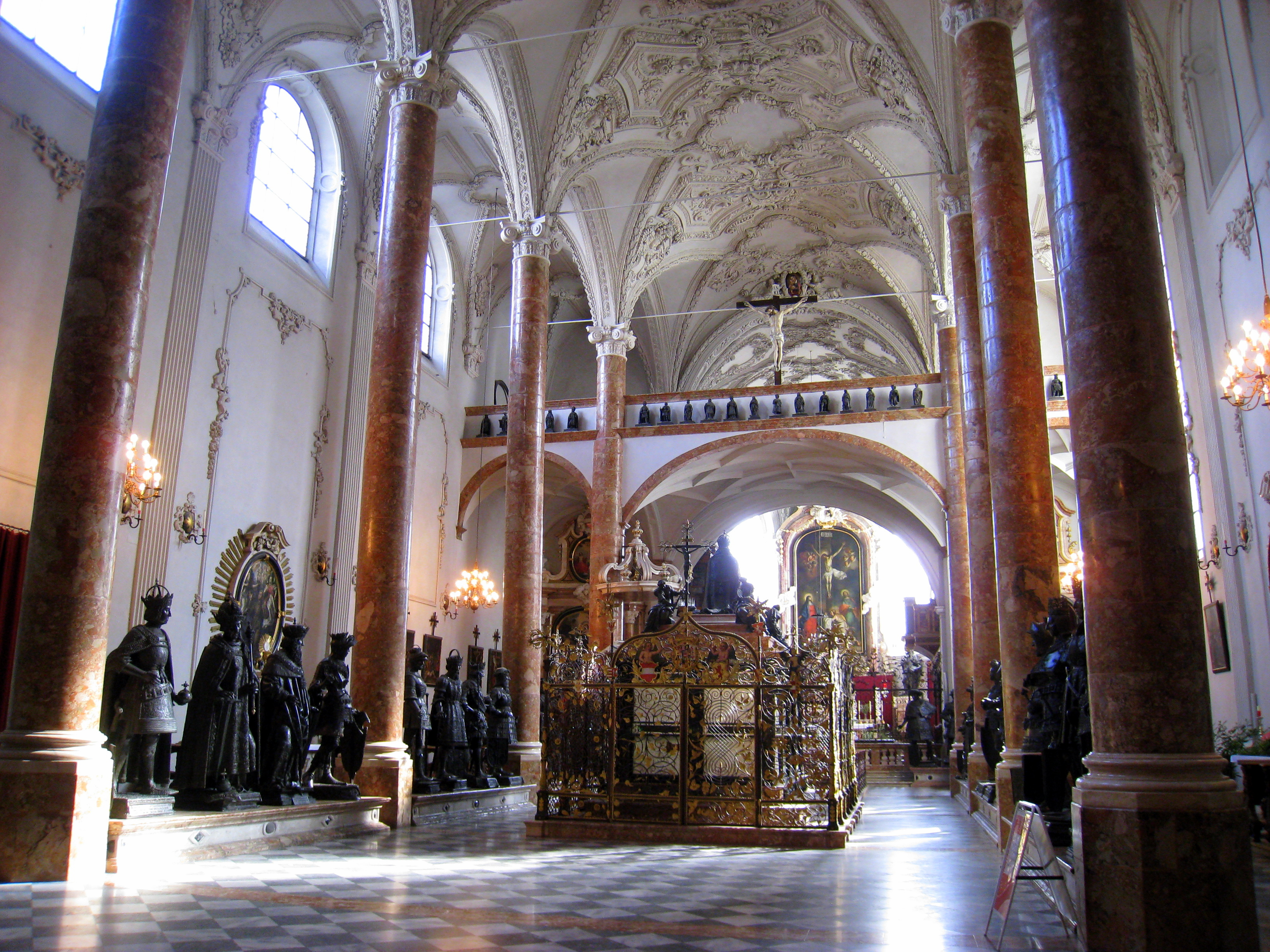
Interiér
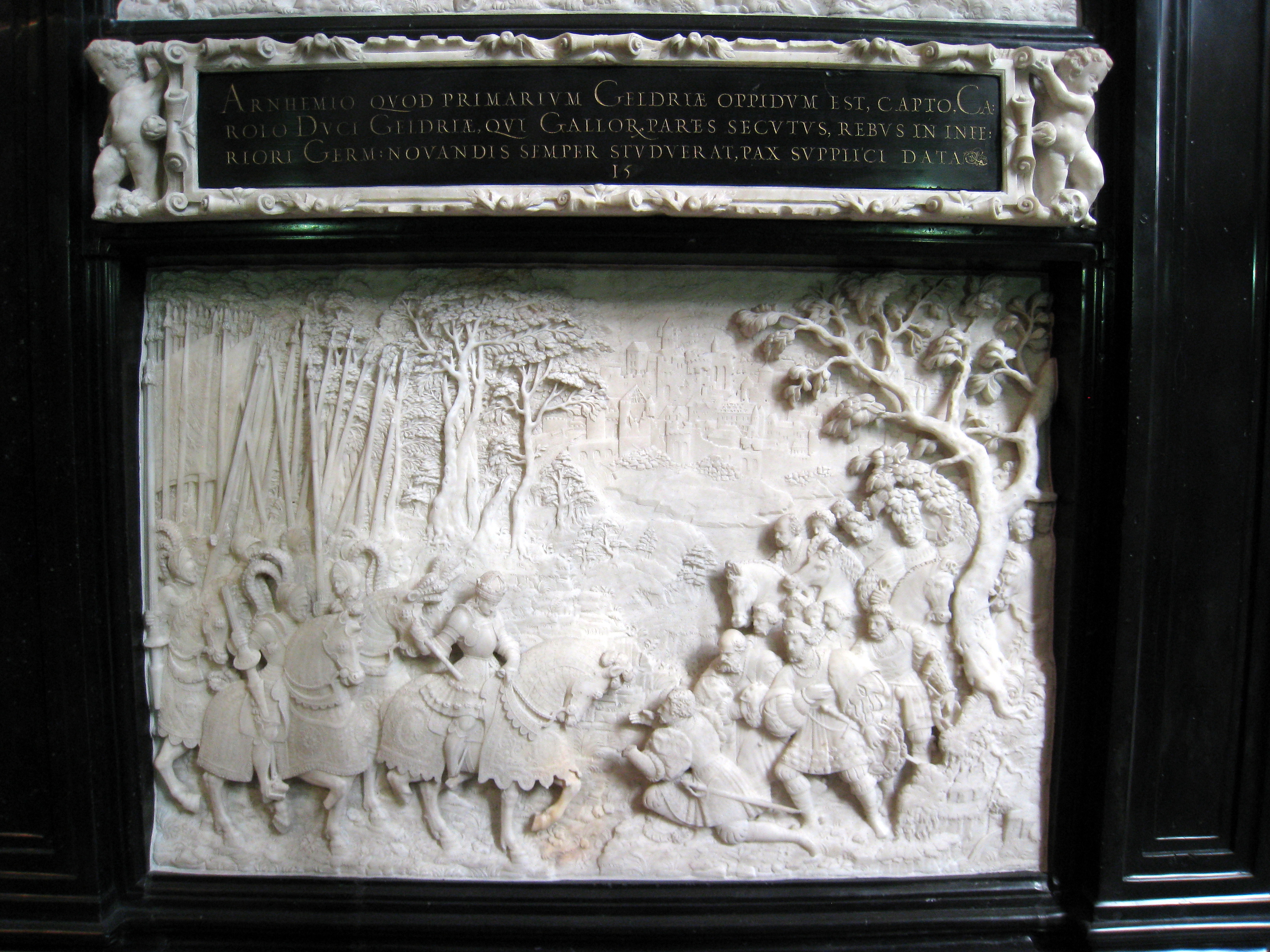
Mramorový reliéf kenotafu
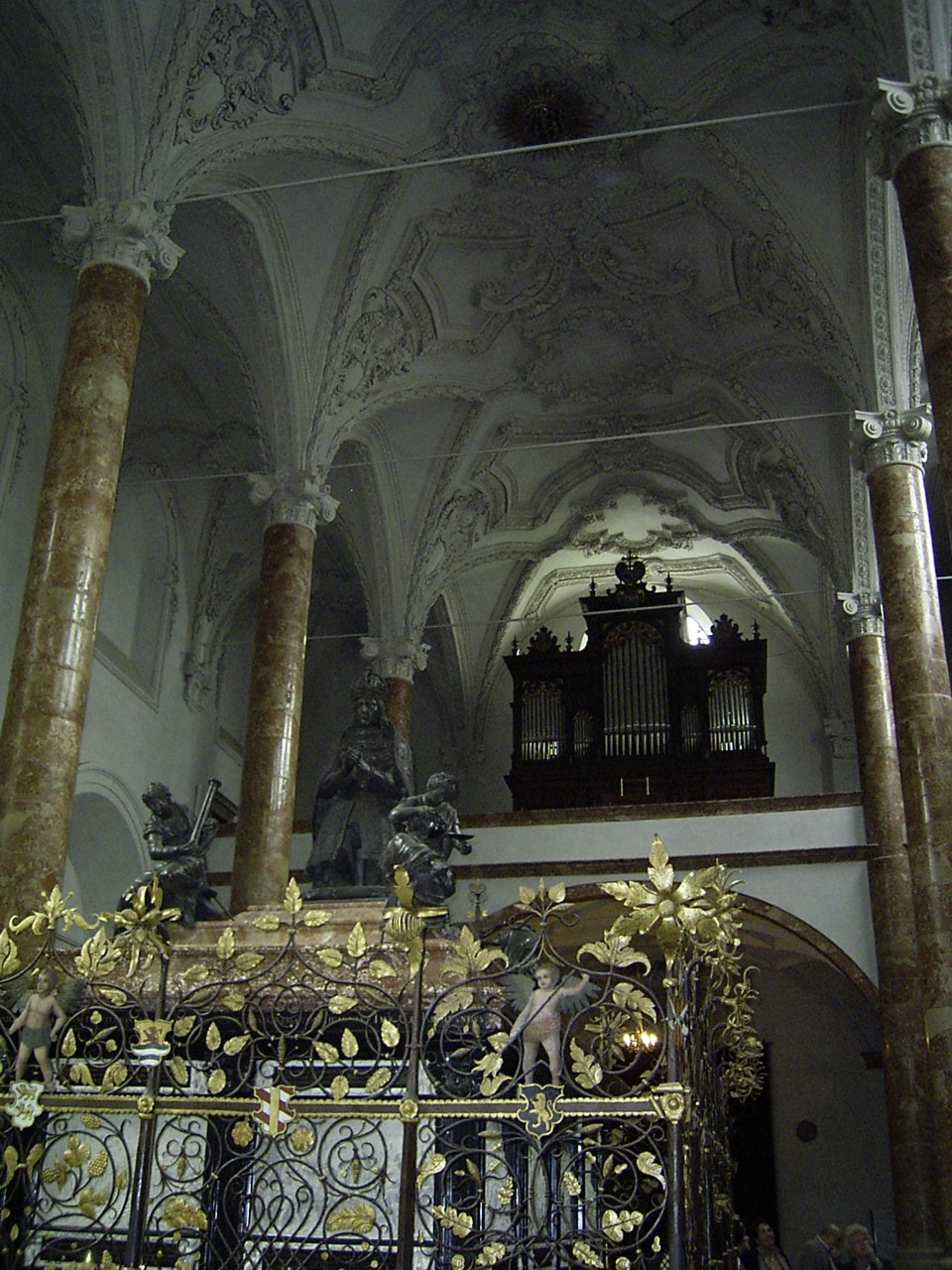
Varhanní kruchta
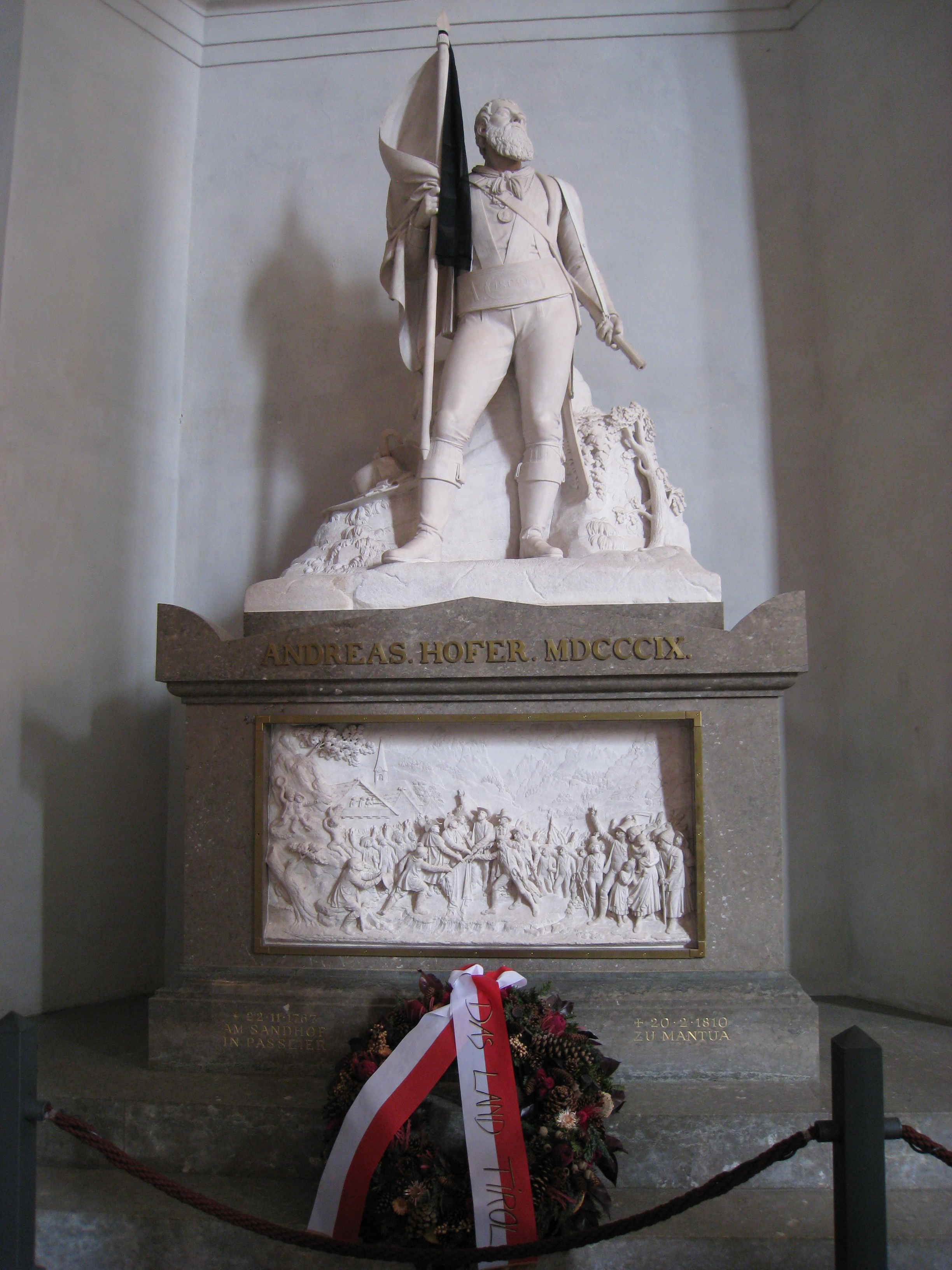
Hrob Andrease Hofera